# جوزيف مارتن ناثان
جوزيف مارتن ناثان (بالألمانية: Joseph Martin Nathan)‏ (و. 1867 – 1947 م) هو كاهن كاثوليكي، وسياسي ألماني، توفي في أوبافا، عن عمر يناهز 80 عاماً.

## مناصب
تولى منصب أسقف كاثوليكي (منذ 6 يونيو 1943)
- أسقف عنواني  [لغات أخرى]‏[2]
- عضو مجلس النواب الألماني للإمبراطورية الألمانية
- أسقف مساعد  [لغات أخرى]‏[2]

.